# Elliston & Cavell
Elliston & Cavell was jarenlang het toonaangevende warenhuis in Oxford, Engeland. De winkel bevond zich aan de westkant van Magdalen Street in het centrum van Oxford. 

## Geschiedenis
Jesse Elliston was oorspronkelijk eigenaar van een stoffenhandel tegenover de St Mary Magdalen Church in Oxford. Op 9 april 1835 trouwde John Cavell op 22-jarige leeftijd met Sarah Elliston, de zus van Jesse, waarna Elliston Cavell tot partner maakte. Daarna werd de winkel bekend als Elliston & Cavell. In 1853 werd Jesse Elliston dood aangetroffen toen hij op 47-jarige leeftijd van zijn werk naar huis liep, terwijl Sarah Elliston in 1856 stierf.
In 1861 trouwde James Cavell met zijn schoonzus en weduwe Harriet Delf (geboren: Elliston. Ze woonden boven het pand aan Magdalen Street 12. James Cavell werd in 1865 voor het eerst burgemeester van Oxford en was tot 1882 voorzitter van de Oxford Building & Investments Company. Hij stierf in 1887 op 74-jarige leeftijd.
De oorspronkelijke winkel werd in 1894 afgebroken om plaats te maken voor het huidige gebouw. Het werd uiteindelijk het grootste warenhuis in Oxford. De winkel was rijkelijk versierd met een prachtige trap en een bakelieten ornamenten met herten in een open plek in het bos aan de muren. Het damestoilet had wastafels in de vorm van marmeren zwanen met gouden kranen en dames in zwart uniform zorgden voor droge handdoeken.
In 1953 werd de winkel overgenomen door Debenhams, maar de oorspronkelijke naam bleef behouden tot 1973. Debenhams sloot in 2020 zijn deuren na een faillissement.